# Sabbra Cadabra
Sabbra Cadabra - пісня англійського хеві-метал гурту Black Sabbath, яка була випущена на альбомі 1973 року - Sabbath Bloody Sabbath. Назва — це гра слів, яка поєднує вираз абракадабра (використовується в чарах і магії) з назвою групи. Авторами пісні є всі тодішні учасники Black Sabbath. Окрім студійного альбому, пісня з'являється на збірках Symptom of the Universe: The Original Black Sabbath 1970–1978 і Black Box: The Complete Original Black Sabbath 1970–1978.
Американський треш-метал гурт Metallica у 1999 році записали кавер-версію пісні для збірки Garage Inc. (також влючає фрагмент з іншої пісні з цього альбому Black Sabbath - National Acrobat).

## Учасники запису
- Оззі Осборн - вокал
- Гізер Батлер - бас-гітара
- Тоні Айоммі - гітара
- Білл Ворд - ударні
- Рік Вейкман - клавішні